# Râul Poștei
Râul Poștei este un curs de apă, afluent de dreapta al râului Olt.

## Afluenți
Râul Poștei nu are afluenți semnificativi pentru a fi notabili.